# Médaille Elliott-Cresson
La médaille Elliott-Cresson, aussi appelée médaille d'or Elliott-Cresson, était la plus haute distinction décernée par le Franklin Institute. Le prix est créé en 1848 par Elliott Cresson, membre à vie de l'institut, avec une somme de 1 000 $.  Il récompense « une découverte dans les arts et les sciences, ou l'invention ou l'amélioration d'une machine utile, ou un nouveau procédé ou une combinaison de matériaux dans la fabrication, ou l'ingéniosité ou la perfection dans l'exécution ». La médaille est décernée pour la première fois en 1875, 21 ans après la mort de Cresson.
Le Franklin Institute continue à décerner la médaille de manière occasionnelle jusqu'en 1997, date à laquelle il réorganise ses prix et les réunit sous une seule forme appelée Benjamin Franklin Awards.

## Liste des récipiendaires
Au total, 268 médailles Elliott-Cresson ont été décernées.
| Année | Récipiendaire                                | Catégorie                                      | Citation |
| ----- | -------------------------------------------- | ---------------------------------------------- | --- |
| 1875  | William Gibson A. Bonwill                    | Science de la nature                           | Maillet dentaire électro-magnétique |
| 1875  | Fiss, Banes, Erben & Co. (en)                | Ingénierie                                     | Fils peignés |
| 1875  | William Weightman                            | Ingénierie                                     | Fabrication de médicaments |
| 1875  | William P. Tatham (en)                       | Invention                                      | Presse d'imprimerie |
| 1875  | Benjamin Chew Tilghman                       | Ingénierie                                     | Sablage |
| 1875  | Joseph Zentmayer (en)                        | Ingénierie                                     | Microscopes et objectifs |
| 1877  | John Charlton (en)                           | Ingénierie                                     | Dédoublement d'arbre de rotation |
| 1877  | P. H. Dudley (en)                            | Ingénierie                                     | Dynomagraphe |
| 1878  | Henry Bower (en)                             | Chimie                                         | Glycérine inodore |
| 1878  | Cyrus Chambers, Jr. (en)                     | Ingénierie                                     | Coupe-boulons et rivets |
| 1878  | Williams Farr Goodwin (en)                   | Ingénierie                                     | Test concurrentiel des faucheuses |
| 1879  | Norbert Delandtsheer (en)                    | Invention                                      | Machine pour tracter le lin |
| 1880  | Louis H. Spellier (en)                       | Invention                                      | Télégraphe Time |
| 1881  | W. Woodnut Griscom (en)                      | Ingénierie                                     | Moteur à induction électrique et batterie |
| 1885  | Cyprien Chabot (en)                          | Ingénierie                                     | Machine à coudre pour chaussures |
| 1885  | Frederick Siemens (en)                       | Ingénierie                                     | Brûleur à gaz régénératif |
| 1886  | Patrick Bernard Delany (en)                  | Ingénierie                                     | Télégraphie synchrone |
| 1886  | Thaddeus S. C. Lowe                          | Ingénierie                                     | Processus et appareil de gaz à l'eau |
| 1886  | Ott & Brewer (en)                            | Ingénierie                                     | Porcelaine et articles en porcelaine |
| 1886  | Pratt & Whitney Co.                          | Ingénierie                                     | Système d'engrenages de coupe interchangeables |
| 1886  | Robert H. Ramsay (en)                        | Ingénierie                                     | Appareil de transfert de wagons ferroviaires |
| 1886  | Liberty Walkup (en)                          | Invention                                      | Aérographe |
| 1887  | Charles F. Albert (en)                       | Ingénierie                                     | Violons et archets |
| 1887  | Hugo Bilgram (en)                            | Ingénierie                                     | Coupeur d'engrenage conique |
| 1887  | Alfred H. Cowles (en)                        | Ingénierie                                     | Four de fusion électrique |
| 1887  | Eugene H. Cowles (en)                        | Ingénierie                                     | Four de fusion électrique |
| 1887  | Thomas Shaw (en)                             | Ingénierie                                     | Essais de gaz de mine et système de signalisation de mine |
| 1889  | Edward-Alfred Cowper                         | Invention                                      | Télégraphe écrit |
| 1889  | Ottmar Mergenthaler                          | Ingénierie                                     | Linotype |
| 1889  | T. Hart Robertson (en)                       | Invention                                      | Télégraphe écrit |
| 1889  | George Frederick Simonds (en)                | Ingénierie                                     | Machine à roulements universelle |
| 1890  | James B. Hammond (en)                        | Ingénierie                                     | Améliorations de la machine à écrire |
| 1890  | Herman Hollerith                             | Informatique et sciences cognitives            | Dispositif de tabulation électrique |
| 1890  | Mayer Hayes & Co. (en)                       | Ingénierie                                     | Fabrication de fraisage |
| 1891  | Stockton Bates (en)                          | Ingénierie                                     | Support d'axe de rotation |
| 1891  | James H. Bevington (en)                      | Ingénierie                                     | Métal de soudage et tube de filature et de mise en forme |
| 1891  | Bradley A. Fiske                             | Ingénierie                                     | Télémètre |
| 1891  | Tinius Olsen (en)                            | Ingénierie                                     | Machine de traction |
| 1891  | Edwin F. Shaw (en)                           | Ingénierie                                     | Support d'axe de rotation |
| 1891  | Samuel M. Vauclain (en)                      | Ingénierie                                     | Locomotive compound |
| 1891  | George M. Von Culin (en)                     | Ingénierie                                     | Support d'axe de rotation |
| 1892  | Philip H. Holmes (en)                        | Ingénierie                                     | Composition pour paliers lisses |
| 1892  | Henry M. Howe (en)                           | Ingénierie                                     | Métallurgie de l'acier |
| 1893  | Clifford H. Batchellor (en)                  | Ingénierie                                     | Locomotive compound |
| 1893  | Frederic Eugene Ives                         | Ingénierie                                     | Photographie couleur |
| 1893  | George E. Marks (en)                         | Science de la nature                           | Améliorations des membres artificiels |
| 1893  | Paul von Jankó                               | Ingénierie                                     | Clavier Jankó (en) |
| 1894  | Nikola Tesla                                 | Ingénierie                                     | Courants électriques alternatifs de haute fréquence |
| 1895  | Henry M. Howe (en)                           | Ingénierie                                     | Recherches expérimentales sur l'acier |
| 1895  | James Peckover (en)                          | Invention                                      | Scie à pierre |
| 1895  | Lester Allan Pelton                          | Ingénierie                                     | Turbine à eau |
| 1896  | Patrick Bernard Delany (en)                  | Ingénierie                                     | Télégraphie, système à grande vitesse |
| 1896  | Tolbert Lanston (en)                         | Invention                                      | Machine Monotype |
| 1897  | Hamilton Y. Castner (en)                     | Ingénierie                                     | Procédé de décomposition électrolytique des chlorures alcalins |
| 1897  | Elisha Gray                                  | Ingénierie                                     | Télautographe |
| 1897  | Charles Francis Jenkins                      | Invention                                      | Projecteur de phantoscope |
| 1897  | Wilhelm Röntgen                              | Physique                                       | Découverte des rayons X |
| 1897  | Joseph Wilckes (en)                          | Invention                                      | Économètre |
| 1898  | Wilbur Olin Atwater (en)                     | Ingénierie                                     | Calorimètre respiratoire |
| 1898  | Thomas Corscaden (en)                        | Ingénierie                                     | Poulie à courroie en acier entièrement forgé |
| 1898  | Clemens Hirschel (en)                        | Invention                                      | Tube de Venturi |
| 1898  | Henri Moissan                                | Ingénierie                                     | Recherches sur la fournaise électrique |
| 1898  | Edward Bennett Rosa (en)                     | Ingénierie                                     | Calorimètre respiratoire |
| 1900  | American Cotton Company (en)                 | Ingénierie                                     | Système de balle ronde |
| 1900  | Louis Edward Levy (en)                       | Ingénierie                                     | Méthode et appareil pour la gravure par soufflage à l'acide de plaques métalliques |
| 1900  | Pencoyd Iron Works (en)                      | Ingénierie                                     | Construction de pont |
| 1900  | Institut d'études géologiques des États-Unis | Science de la Terre                            | Exposition de l'USGS |
| 1900  | Carl Auer von Welsbach                       | Chimie                                         | Découvertes concernant les oxydes métalliques |
| 1901  | Rudolph Diesel                               | Ingénierie                                     | Moteur Diesel |
| 1901  | John S. Forbes (en)                          | Chimie                                         | Processus de chauffage et de stérilisation automatique des fluides |
| 1901  | Lewis M. Haupt (en)                          | Ingénierie                                     | Brise-lames de réaction |
| 1901  | Mason & Hamlin                               | Ingénierie                                     | Orgue à tuyaux Liszt |
| 1901  | A. G. Waterhouse (en)                        | Ingénierie                                     | Processus de chauffage et de stérilisation automatique des fluides |
| 1902  | Charles Ernest Acker (en)                    | Ingénierie                                     | Fabrication d'alcali caustique et de gaz halogène |
| 1902  | Fred W. Taylor (en)                          | Ingénierie                                     | Processus de traitement de l'acier à outils |
| 1902  | Maunsel White (en)                           | Ingénierie                                     | Processus de traitement de l'acier à outils |
| 1903  | G. H. Clam (en)                              | Ingénierie                                     | Méthode d'élimination des métaux des mélanges de métaux |
| 1903  | Joseph L. Ferrell (en)                       | Ingénierie                                     | Plan éducatif de |
| 1903  | Wilson Lindsley Gill (en)                    | Ingénierie Informatique et sciences cognitives | Plan éducatif de School City |
| 1903  | Victor Goldschmidt                           | Ingénierie                                     | Théorie de l'harmonie musicale |
| 1903  | Frank J. Sprague                             | Ingénierie                                     | Système de traction électrique |
| 1904  | James Mapes Dodge (en)                       | Ingénierie                                     | Système de stockage du charbon |
| 1904  | Wilson Lindsley Gill (en)                    | Ingénierie Informatique et sciences cognitives | School City |
| 1904  | Hans Goldschmidt                             | Physique                                       | Aluminothermie |
| 1904  | Louis E. Levy (en)                           | Ingénierie                                     | Machine pour la préparation des plaques pour la gravure |
| 1904  | L. D. Lovekin (en)                           | Ingénierie                                     | Machines d'expansion et de bridage pour tubes |
| 1904  | Alexander E. Outerbridge, Jr. (en)           | Ingénierie                                     | Structure moléculaire de la fonte |
| 1904  | John Clinton Parker (en)                     | Ingénierie                                     | Générateur de vapeur |
| 1905  | Gray National Telautograph Company           | Ingénierie                                     | Télautographe |
| 1905  | Michael Idvorsky Pupin                       | Physique                                       | Réduction de l'atténuation des ondes électriques |
| 1906  | American Paper Bottle Company (en)           | Ingénierie                                     | Brique de lait en carton |
| 1906  | William Joseph Hammer (en)                   | (non spécifié)                                 | Collection historique de lampes électriques à incandescence |
| 1907  | Baldwin Locomotive Works                     | Ingénierie                                     | Contributions à l'évolution de la locomotive américaine |
| 1907  | John L. Borsch (en)                          | Physique                                       | Nouvelle lentille bifocale |
| 1907  | J. Allen Heany (en)                          | Ingénierie                                     | Fil isolé ignifuge |
| 1907  | Ferdinand Philips (en)                       | Ingénierie                                     | Poulie en acier pressé pour la transmission de puissance |
| 1907  | Edward R. Taylor (en)                        | Chimie                                         | Fabrication en four électrique de bisulfure de carbone |
| 1908  | Romeyn Beck Hough                            | Ingénierie                                     | Compilations des American Woods |
| 1908  | Anatole Mallet                               | Ingénierie                                     | Locomotive compound à articulée améliorée |
| 1909  | Marie Curie                                  | Chimie                                         | Découverte du radium |
| 1909  | Pierre Curie                                 | Chimie                                         | Découverte du radium |
| 1909  | Wolfgang Gaede (en)                          | Ingénierie                                     | Pompe à air moléculaire |
| 1909  | James Gayley (en)                            | Ingénierie                                     | Soufflage d'air sec dans le fonctionnement du haut fourneau |
| 1909  | Auguste et Louis Lumière                     | Ingénierie                                     | Téléphonie multiplex |
| 1909  | George Owen Squier                           | Ingénierie                                     | Téléphonie multiplex |
| 1909  | Benjamin Talbot (en)                         | Ingénierie                                     | Processus d'acier à foyer ouvert |
| 1909  | Walter Victor Turner (en)                    | Ingénierie                                     | Conception et application des freins pneumatiques |
| 1909  | Underwood Typewriter Co. (en)                | Ingénierie                                     | Machine à écrire Underwood |
| 1909  | Alexis Vernasz (en)                          | Ingénierie                                     | Fraisage |
| 1909  | H. A. Wise Wood (en)                         | Ingénierie                                     | Machine Autoplate |
| 1910  | Automatic Electric Company (en)              | Ingénierie                                     | Système automatique de téléphonie |
| 1910  | John A. Brashear (en)                        | Physique                                       | Contributions remarquables dans les instruments astronomiques |
| 1910  | Peter Cooper Hewitt                          | Invention                                      | Redresseur au mercure |
| 1910  | John Fritz (en)                              | Ingénierie                                     | Contributions remarquables dans les industries du fer et de l'acier |
| 1910  | Robert Abbott Hadfield                       | Ingénierie                                     | Contributions remarquables en sciences métallurgiques |
| 1910  | Ernest Rutherford                            | Ingénierie                                     | Contributions remarquables en théorie électrique |
| 1910  | Joseph John Thomson                          | Physique                                       | Contributions remarquables en sciences physiques |
| 1910  | Edward Weston (en)                           | Ingénierie                                     | Contributions remarquables dans la découverte électrique |
| 1910  | Harvey W. Wiley (en)                         | Science de la nature                           | Contributions remarquables en chimie agricole |
| 1912  | Alexander Graham Bell                        | Ingénierie                                     | Transmission électrique de la parole articulée |
| 1912  | William Crookes                              | Chimie                                         | Découvertes en chimie |
| 1912  | Alfred E Noble (en)                          | Ingénierie                                     | Travail distingué en génie civil |
| 1912  | Edward Williams Morley                       | Chimie                                         | Détermination des grandeurs fondamentales en chimie |
| 1912  | Albert A. Michelson                          | Physique                                       | Recherches en optique physique |
| 1912  | Sir Henry Enfield Roscoe                     | Chimie                                         | Recherche importante en chimie |
| 1912  | Samuel Wesley Stratton (en)                  | Ingénierie                                     | Travail remarquable en métrologie |
| 1912  | Elihu Thomson                                | Ingénierie                                     | Applications industrielles de l'électricité |
| 1912  | Adolf von Baeyer                             | Chimie                                         | Recherche approfondie en chimie organique |
| 1913  | Emile Berliner                               | Ingénierie                                     | Contributions à la téléphonie et à la science de la reproduction sonore |
| 1913  | Hermann Emil Fischer                         | Science de la nature                           | Chimie organique et biologique |
| 1913  | Sir William Ramsay                           | Chimie                                         | Découvertes en chimie |
| 1913  | Isham Randolph (en)                          | Ingénierie                                     | Travail distingué en génie civil |
| 1913  | J. W. Strutt, baron Rayleigh                 | Physique                                       | Recherches approfondies en sciences physiques |
| 1913  | Albert Sauveur                               | Ingénierie                                     | Métallographie du fer et de l'acier |
| 1913  | Charles Proteus Steinmetz                    | Ingénierie                                     | Méthodes analytiques en génie électrique |
| 1914  | Josef Maria Eder                             | Chimie                                         | Recherches originales en photo-chimie |
| 1914  | Carl Paul Gottfried von Linde                | Ingénierie                                     | Liquéfaction des gaz et réfrigération |
| 1914  | Edgar Fahs Smith                             | Chimie                                         | Travaux de pointe en électrochimie |
| 1914  | Orville Wright                               | Ingénierie                                     | Art et la science de l'aviation |
| 1915  | Michael J. Owens (en)                        | Ingénierie                                     | Machine de soufflage de bouteilles automatique |
| 1916  | American Telephone & Telegraph               | Ingénierie                                     | Développement de l'Art de la téléphonie |
| 1916  | Byron E. Eldred (en)                         | Ingénierie                                     | Fil à faible dilatation pour lampes à incandescence |
| 1916  | Robert Gans (en)                             | Ingénierie                                     | Processus d'adoucissement de l'eau Permutit |
| 1917  | Edwin Fitch Northrup (en)                    | Ingénierie                                     | Recherches sur les fours électriques et haute température |
| 1918  | Isaac Newton Lewis (en)                      | Ingénierie                                     | Fusil-mitrailleur Lewis Mark I |
| 1920  | William LeRoy Emmet (en)                     | Ingénierie                                     | Propulsion électrique des navires |
| 1923  | Lee DeForest                                 | Ingénierie                                     | Électronique à lampe : Audion |
| 1923  | Raymond D. Johnson (en)                      | Ingénierie                                     | Vanne hydraulique |
| 1923  | Albert Kingsbury (en)                        | Ingénierie                                     | Palier de butée (en) |
| 1925  | Francis Hodgkinson (en)                      | Ingénierie                                     | Appareils turbo-électriques |
| 1926  | George Ellery Hale                           | Physique                                       | Recherches astronomiques du soleil, de l'atmosphère solaire et de la physique solaire |
| 1926  | Charles S. Hastings                          | Ingénierie                                     | Conception de systèmes optiques |
| 1927  | Dayton C. Miller (en)                        | Physique                                       | Recherches physique ondulatoire |
| 1927  | Edward Leamington Nichols                    | Physique                                       | Recherches sur la luminescence et la fluorescence |
| 1928  | Gustaf W. Elmen (en)                         | Ingénierie                                     | Permalloy |
| 1928  | Henry Ford                                   | Ingénierie                                     | Pour avoir révolutionné l'industrie automobile et son hégémonie industrielle |
| 1928  | Vladimir Karapetoff (en)                     | Informatique et sciences cognitives            | Calculs des vitesses relativistes |
| 1928  | Charles L. Lawrance (en)                     | Ingénierie                                     | Moteur refroidi par air Wright R-790 Whirlwind |
| 1929  | James Irvine                                 | Sciences de la nature                          | Chimie des glucides |
| 1929  | Chevalier Jackson (en)                       | Sciences de la nature                          | Instruments pour l'élimination des corps étrangers des voies respiratoires et alimentaires |
| 1929  | Elmer Ambrose Sperry                         | Ingénierie                                     | Instruments de navigation et d'enregistrement (gyroscopiques) |
| 1930  | Norman Rothwell Gibson (en)                  | Physique                                       | Mesure du débit de liquide dans les conduites fermées |
| 1930  | Irving Edwin Moultrop (en)                   | Ingénierie                                     | Chaudières à vapeur à haute pression dans les centrales électriques |
| 1931  | Clinton Davisson                             | Physique                                       | Diffusion et diffraction des électrons par les cristaux |
| 1931  | Lester Germer                                | Physique                                       | Diffusion et diffraction des électrons par les cristaux |
| 1931  | Kōtarō Honda                                 | Ingénierie                                     | Contributions au magnétisme et à la métallurgie |
| 1931  | Theodore Lyman                               | Physique                                       | Travaux en spectroscopie |
| 1932  | Percy W. Bridgman                            | Physique                                       | Travaux en haute pression |
| 1932  | Charles Legeyt Fortescue                     | Ingénierie                                     | Coordonnées symétriques dans les réseaux polyphasés |
| 1932  | John B. Whitehead (en)                       | (non spécifié)                                 | Comportement diélectrique |
| 1933  | Walther Bauersfeld (en)                      | Physique                                       | Planétarium optique |
| 1933  | Juan de la Cierva                            | Ingénierie                                     | Machine volante autogire avec des ailes en rotation libre |
| 1934  | Stuart Ballantine (en)                       | Ingénierie                                     | Antenne verticale pour transmission radio |
| 1934  | Union Switch & Signal (en)                   | Ingénierie                                     | Systèmes de signalisation continue en cabine et de contrôle automatique des trains |
| 1936  | George O. Curme Jr.                          | Chimie                                         | Développement de la chimie aliphatique de synthèse |
| 1936  | Robert J. Van de Graaff                      | Ingénierie                                     | Générateur électrostatique haute tension |
| 1937  | Carl David Anderson                          | Chimie                                         | Découverte du positon |
| 1937  | William Bowie                                | Sciences de la Terre                           | Contributions à la science de la géodésie (isostasie) |
| 1937  | Jacques Edwin Brandenberger (en)             | Ingénierie                                     | Procédé de fabrication de cellophane |
| 1937  | William F. Giauque                           | Physique                                       | Recherches en cryogénie |
| 1937  | Ernest Lawrence                              | Ingénierie                                     | Développement du cyclotron |
| 1938  | Edwin H. Land                                | Ingénierie                                     | Polaroïd |
| 1939  | Charles Vernon Boys                          | Physique                                       | Création de nouvelles méthodes de mesure de la gravitation, du son, de la chaleur, du rayonnement et du courant et de l'électricité statique |
| 1939  | George Ashley Campbell                       | Ingénierie                                     | Théorie des circuits électriques pour l'amélioration de la téléphonie |
| 1939  | John R. Carson                               | Ingénierie                                     | Contributions aux communications électriques |
| 1940  | Frederick M. Backet (en)                     | Ingénierie                                     | Ferro-alliages bas carbone et électro-métallurgie |
| 1940  | Robert R. Williams                           | Science de la nature                           | Recherches sur la Vitamine B1, y compris son isolement à l'état pur en quantités suffisantes pour une étude plus approfondie |
| 1941  | United States Navy                           | Ingénierie                                     | Dispositifs de sauvetage sous-marins et chambre de sauvetage |
| 1942  | Claude Silbert Hudson (en)                   | Science de la nature                           | Recherche en chimie des glucides |
| 1942  | Isidor I. Rabi (en)                          | Physique                                       | Mesure des moments magnétiques des noyaux atomiques et de leurs spectres de radiofréquence |
| 1943  | Charles Metcalf Allen (en)                   | Ingénierie                                     | Méthode de la vitesse du sel pour mesurer le débit d'eau dans les conduites |
| 1944  | Roger Adams                                  | Chimie                                         | Contributions en chimie organique |
| 1945  | Stanford Caldwell Hooper (en)                | Ingénierie                                     | Leadership dans le domaine de la radio pour l'US Navy |
| 1945  | Lewis Ferry Moody                            | Ingénierie                                     | Turbines hydrauliques |
| 1946  | Gladeon M. Barnes (en)                       | Ingénierie                                     | Contributions à la conception et au développement de canons anti-aériens, de chars, d'artillerie côtière et d'affûts de canons soudés |
| 1948  | Edwin H. Colpitts (en)                       | Ingénierie                                     | Systèmes pratiques de communications longue distance |
| 1950  | Basil Ferdinand Jamieson Schonland           | Physique                                       | Travaux dans le domaine de l'électricité atmosphérique et du mécanisme de décharge de foudre |
| 1952  | Edward C. Molina (en)                        | Ingénierie                                     | Contributions à l'amélioration des communications téléphoniques par l'application des probabilités mathématiques à l'étude du trafic téléphonique et par l'invention des équipements de commutation                                                             |
| 1952  | H. Birchard Taylor (en)                      | Ingénierie                                     | Développement de la turbine à réaction verticale à une seule roue |
| 1953  | William Blum (en)                            | Physique                                       | Base scientifique pour l'électrodéposition des métaux |
| 1953  | George Russell Harrison (en)                 | Physique                                       | Mesure de précision en effet Zeeman |
| 1953  | William F. Meggers (en)                      | Physique                                       | Contributions au domaine de la spectroscopie et à la connaissance de la structure électronique de nombreux éléments |
| 1955  | F. Philip Bowden (en)                        | Physique                                       | Pour des investigations approfondies impliquant des frottements entre des surfaces solides |
| 1957  | Willard F. Libby                             | Physique                                       | Technique de datation au radiocarbone |
| 1957  | Reginald James Seymour Pigott (en)           | Ingénierie                                     | Réalisations, inventions et leadership en ingénierie |
| 1957  | Robert Alexander Watson-Watt                 | Ingénierie                                     | Radar pulsé et développement de systèmes radar |
| 1958  | Joseph C. Patrick (en)                       | Chimie                                         | Découvertes de polymères polysulfurés et nouveaux procédés de combinaison de composés chimiques pour la fabrication de caoutchouc synthétique |
| 1958  | Stephen Timoshenko                           | Ingénierie                                     | Théorie de l'élasticité et de la stabilité élastique |
| 1959  | John Hays Hammond                            | Ingénierie                                     | Développement de la télécommande radio des véhicules en mouvement |
| 1959  | Henry Charles Harrison (en)                  | Ingénierie                                     | Principe d'impédance adaptée dans les appareils électromécaniques |
| 1959  | Irving Wolff (en)                            | Ingénierie                                     | Contributions à la radio, au radar et à l'électronique |
| 1960  | Hugh Latimer Dryden (en)                     | Ingénierie                                     | Contributions à la théorie et à l'application de l'aérodynamique qui ont fait progresser l'art de la soufflerie et de la conception d'avions et pour des contributions à la conception et au développement du premier missile guidé à guidage radar automatique |
| 1960  | Árpád Nádai                                  | Ingénierie                                     | Travaux pionniers sur l'élasticité des matériaux |
| 1960  | William Francis Gray Swann                   | Physique                                       | Études importantes dans le domaine du rayonnement cosmique |
| 1961  | Donald A. Glaser                             | Physique                                       | Chambre à bulles pour suivre et photographier les traces de particules ionisantes à haute énergie et les fragments de collisions nucléaires |
| 1961  | Rudolf Mössbauer                             | Physique                                       | Découverte de l'émission sans recul |
| 1961  | Reinhold Rudenberg                           | Ingénierie                                     | Performance des systèmes d'alimentation électrique |
| 1961  | James Alfred Van Allen                       | Physique                                       | Réalisations pionnières dans le domaine des sciences spatiales, les ceintures de rayonnement de Van Allen |
| 1962  | James G. Baker (en)                          | Physique                                       | Innovations dans la conception d'instruments astronomiques et les mathématiques de la conception optique |
| 1962  | Wernher von Braun                            | Ingénierie                                     | Moteurs-fusées à liquide et développement de fusées |
| 1963  | Nicholas Christofilos (en)                   | Physique                                       | Contributions à l'électromagnétisme appliqué et à la physique nucléaire telles que la conception du principe de focalisation étrange dans les synchrotrons , l'expérience ARGUS (en) et les principes du développement d'Astron                                 |
| 1963  | Grote Reber                                  | Physique                                       | Radioastronomie, premiers radiotélescopes et identification de la première étoile radio |
| 1964  | Waldo L. Semon (en)                          | Ingénierie                                     | Réalisations dans la production de caoutchouc naturel et synthétique |
| 1964  | Richard V. Southwell                         | Physique                                       | Solution de problèmes de flambement en physique et en ingénierie |
| 1964  | Robert Rathbun Wilson (en)                   | Physique                                       | Contributions au contrôle et à la direction de faisceaux de particules à haute énergie et en tant que concepteur d'instrumentation de mesure de phénomènes physiques à haute énergie                                                                            |
| 1965  | Donald Dexter Van Slyke (en)                 | Science de la nature                           | Procédures et appareils de chimie clinique |
| 1966  | Everitt P. Blizard (en)                      | Physique                                       | Développement de la théorie de la protection contre les rayonnements |
| 1966  | Herman Francis Mark (en)                     | Chimie                                         | Polymères |
| 1968  | Neil Bartlett                                | Chimie                                         | Composés fluorés du xénon et du radon |
| 1969  | Henry Eyring                                 | Chimie                                         | Calculs mécaniques quantiques des énergies d'activation |
| 1969  | Peter Carl Goldmark                          | Ingénierie                                     | Contributions dans les domaines de l'électronique |
| 1970  | Walter Henry Zinn (en)                       | Ingénierie                                     | Réacteurs nucléaires |
| 1971  | Paul J. Flory                                | Chimie                                         | Science des polymères |
| 1971  | John Hasbrouck van Vleck                     | Physique                                       | Théories du magnétisme et des diélectriques |
| 1972  | Brian David Josephson                        | Physique                                       | Effet Josephson et théorie de la matière à basse température |
| 1972  | William Powell Lear (en)                     | Ingénierie                                     | Développement d'un pilote automatique à manœuvre complète et d'un Learjet |
| 1973  | Allan Sandage                                | Physique                                       | Astronomie |
| 1973  | John Paul Stapp                              | Science de la nature                           | Recherche sur les blessures par accident |
| 1974  | Theodore L. Cairns (en)                      | Chimie                                         | Composés percyano, synthèse et exploration des propriétés chimiques et physiques |
| 1974  | Robert Dicke                                 | Physique                                       | Rôle dans l'expérience et la théorie gravitationnelles |
| 1974  | Arie Jan Haagen-Smit                         | Science de la Terre                            | Hormones végétales et chimie de la pollution atmosphérique |
| 1974  | Bruno B. Rossi                               | Physique                                       | Rayons cosmiques, astronomie gamma |
| 1975  | Mildred Cohn                                 | Science de la nature                           | Analyse par résonance magnétique nucléaire de complexes enzymatiques |
| 1975  | Michael James Lighthill                      | Physique                                       | Théorie acoustique quadripolaire de la génération de bruit aérodynamique |
| 1976  | Leon Lederman                                | Physique                                       | Leadership à la pointe de l'expérimentation dans l'étude des interactions à haute énergie, des forces nucléaires et de la physique des particules |
| 1978  | Herbert C. Brown                             | Chimie                                         | Développement de méthodes de synthèse de diborane et d'hydrures de métaux alcalins |
| 1978  | Frank H. Stillinger (en)                     | Chimie                                         | Modèle généré par ordinateur des molécules d'eau |
| 1979  | Steven Weinberg                              | Physique                                       | Théorie du tout des interactions faibles et électromagnétiques |
| 1980  | Riccardo Giacconi                            | Physique                                       | Travail exceptionnel en astronomie en rayons X |
| 1981  | Marion King Hubbert                          | Science de la Terre                            | Application des méthodes quantitatives aux problèmes géologiques |
| 1982  | Harold P. Eubank (en)                        | Physique                                       | Physique des plasmas |
| 1982  | Edgar Bright Wilson Jr.                      | Physique                                       | Contributions à la compréhension de la structure et de la dynamique moléculaires |
| 1984  | Elizabeth F. Neufeld (en)                    | Science de la nature                           | Pour l'étude de la génétique de la maladie de stockage des mucopolysaccharides |
| 1985  | Robert N. Clayton (en)                       | Ingénierie                                     | Pour l'application de la spectrométrie de masse à la recherche géoscientifique |
| 1985  | Andrei Sakharov                              | Physique                                       | Pour les contributions aux réactions thermonucléaires contrôlées, à la synthèse du baryon et à la désintégration du proton, à la gravité induite (en) et au modèle des quarks                                                                                   |
| 1986  | Leo Kadanoff                                 | Physique                                       | Pour des contributions à la compréhension actuelle de la transition de phase du second ordre |
| 1987  | Gerd Binnig                                  | Physique                                       | Pour le développement du microscope à effet tunnel |
| 1987  | Heinrich Rohrer                              | Physique                                       | Pour le développement du microscope à effet tunnel |
| 1988  | Harry G. Drickamer (en)                      | Ingénierie                                     | Pour clarifier le rôle de la pression dans la production de transitions paramagnétiques-ferromagnétiques et conducteur-isolant |
| 1989  | Edward Lorenz                                | Physique                                       | Pour l'interprétation du chaos dynamique dans les systèmes physiques |
| 1990  | Marlan O. Scully                             | Physique                                       | Pour ses découvertes en physique des lasers et en optique quantique, en physique atomique et statistique et en génie biologique |
| 1991  | Yakir Aharonov                               | Physique                                       | Pour des observations de potentiels électromagnétiques et des connaissances en mécanique quantique |
| 1991  | David Bohm                                   | Physique                                       | Pour des potentiels électromagnétiques élevés au statut d'observables physiques |
| 1992  | Lap-Chee Tsui (en)                           | Science de la nature                           | Pour la découverte du gène de la mucoviscidose |
| 1995  | Marvin H. Caruthers (en)                     | Science de la nature                           | Pour sa contribution à l'automatisation de la synthèse d'oligonucléotides d'ADN |
| 1995  | Alfred Y. Cho (en)                           | Physique                                       | Pour le développement et le perfectionnement des techniques d'épitaxie par jets moléculaires à utiliser en physique quantique |
| 1997  | Irwin Fridovich (en)                         | Science de la nature                           | Pour la découverte de la biologie des réactions des radicaux libres dans les organismes vivants |
| 1997  | Joe Milton McCord (en)                       | Science de la nature                           | Pour la découverte de la biologie des réactions des radicaux libres dans les organismes vivants |